# سیارک ۴۸۴۱۵
سیارک ۴۸۴۱۵ (به انگلیسی: 48415 Dehio، نامگذاری:1987QT) چهل و هشت هزار و چهارصد و پانزدهمین سیارک کشف شده‌است که در ۲۱ اوت ۱۹۸۷ کشف شد.